# SC Wiedenbrück
Der SC Wiedenbrück (vollständiger Name: Sport-Club Wiedenbrück e. V., bis 22. April 2015: Sport-Club Wiedenbrück 2000 e. V.) ist ein Sportverein aus der ostwestfälischen Stadt Rheda-Wiedenbrück im Kreis Gütersloh. Der SC Wiedenbrück entstand im Jahr 2000 durch Fusion der beiden Stammvereine DJK Eintracht Wiedenbrück und Westfalia Wiedenbrück.  Die Vereinsfarben sind Schwarz und Blau.
Die erste Fußballmannschaft spielte von 2010 bis 2019 und seit 2020 in der viertklassigen Regionalliga West. Dreimal qualifizierten sich die Wiedenbrücker für den DFB-Pokal. Spielstätte ist das Jahnstadion. Neben Fußball bietet der Verein die Sportarten Tischtennis, Gymnastik und Tanzen an. Bis 2013 existierte auch eine Abteilung für Radsport.

## Geschichte

### Die Stammvereine
Sowohl die Westfalia als auch die DJK Eintracht spielten zuvor lediglich auf lokaler Ebene. Die Westfalia wurde im Jahre 1919 gegründet und spielte in der Saison 1934/35 in der damals zweitklassigen Bezirksliga Ostwestfalen. 1955 schaffte die Westfalia den Aufstieg in die damals viertklassige Landesliga, verpasste allerdings die Qualifikation für die ein Jahr später eingeführte Verbandsliga Westfalen. Ein Jahr später stieg die Westfalia aus der Landesliga ab. In den Jahren 1968, 1970 und 1975 verpasste sie jeweils als Bezirksligavizemeister hinter der SpVg Heepen, dem SC Verl bzw. der zweiten Mannschaft der DJK Gütersloh den Aufstieg in die Landesliga.
Die im Jahre 1921 gegründete DJK Eintracht schaffte im Jahre 1993 den Sprung in den überkreislichen Fußball und spielte zunächst in der Bezirksligastaffel 9, ab 1995 dann in der Bezirksligastaffel 2. Nach dem Aufstieg in die Landesliga im Jahr 1998 gelang ihr zwei Jahre später der Sprung in die Verbandsliga. Es kam schließlich zur Fusion der beiden Vereine, in die die DJK Eintracht eine ambitionierte Mannschaft und der in der Kreisliga A spielende SV Westfalia viele Jugendmannschaften einbrachte. Aus den Vereinsfarben der Fusionsvereine DJK (Gelb-Schwarz) und Westfalia (Gelb-Blau) wurden für den neuen Verein die neuen Vereinsfarben Blau und Schwarz ausgewählt.

### Die ersten Jahre nach der Fusion (2000 bis 2010)
| Saison  | Liga                | Level | Platz | Tore   | Punkte |
| ------- | ------------------- | ----- | ----- | ------ | ------ |
| 2000/01 | Verbandsliga, Gr. 1 | V     | 03.   | 049:31 | 51     |
| 2001/02 | Verbandsliga, Gr. 1 | V     | 07.   | 036:36 | 34     |
| 2002/03 | Verbandsliga, Gr. 1 | V     | 03.   | 059:27 | 52     |
| 2003/04 | Verbandsliga, Gr. 1 | V     | 10.   | 049:49 | 40     |
| 2004/05 | Verbandsliga, Gr. 1 | V     | 14.   | 039:56 | 32     |
| 2005/06 | Landesliga, Gr. 1   | VI    | 01.   | 072:30 | 64     |
| 2006/07 | Verbandsliga, Gr. 1 | V     | 02.   | 049:23 | 55     |
| 2007/08 | Oberliga Westfalen  | IV    | 17.   | 033:63 | 25     |
| 2008/09 | Westfalenliga 1     | VI    | 01.   | 105:27 | 93     |
| 2009/10 | NRW-Liga            | V     | 01.   | 068:39 | 75     |

Nach der Fusion übernahm die Mannschaft das Startrecht in der Verbandsliga von der DJK. Auf Anhieb erreichten die Wiedenbrücker den dritten Platz, den die Elf zwei Jahre später erneut erreichte. In der Saison 2004/05 mussten der SCW nach einem spannenden letzten Spieltag in die Landesliga absteigen. Die SpVgg Vreden, der SC Wiedenbrück und der SC Herford wiesen am Saisonende jeweils 32 Punkte auf. Die Vredener hatten von diesem Trio jedoch die beste Tordifferenz und schafften dadurch den Klassenerhalt. Unter dem neuen Trainer Jürgen Gessat gelang zunächst der sofortige Wiederaufstieg. Die Mannschaft hielt sich im oberen Tabellendrittel und wurde schließlich in der Saison 2006/07 Vizemeister hinter dem SV Schermbeck. Ein vorsorglich angesetztes Entscheidungsspiel gegen den Vizemeister der Verbandsligastaffel II Germania Gladbeck wurde abgesetzt, da der SC Verl in die Regionalliga aufgestiegen war und kein westfälischer Verein aus der Regionalliga abstieg. Dadurch konnten Wiedenbrück und Gladbeck beide in die Oberliga Westfalen aufsteigen.
Der Sprung in die Oberliga erwies sich jedoch als zu groß. Trainer Gessat wurde im Oktober 2007 durch Dieter Brei ersetzt, der jedoch auch nicht verhindern konnte, dass die Wiedenbrücker die Saison nur als Vorletzter beenden konnten. Durch die Einführung der 3. Fußball-Liga und die Auflösung der Oberliga Westfalen zu Gunsten der NRW-Liga rutschten die Wiedenbrücker gleich zwei Spielklassen ab in die sechstklassige Verbandsliga, die seit 2008 den Namen Westfalenliga trägt. Mit dem ehemaligen Profi Thomas Stratos wurde zur Saison 2008/09 ein neuer Trainer verpflichtet. Die Wiedenbrücker Mannschaft startete mit 13 Siegen in Serie und erreichte schließlich mit 28 Punkten Vorsprung auf den Zweitplatzierten FC Eintracht Rheine die Meisterschaft und den Aufstieg in die NRW-Liga. Großen Anteil am Erfolg hatte Torjäger Murat Turham, der mit 28 Treffern Torschützenkönig der Westfalenliga wurde; Zweiter wurde mit Soner Dayangan, der 25 Tore erzielte, ebenfalls ein Wiedenbrücker.
Dort machte die Mannschaft von Thomas Stratos erfolgreich weiter. Dank einer starken Rückrunde, bei der das Team 14 Spiele lang ungeschlagen blieb, wurde der SC Wiedenbrück am Saisonende mit vier Punkten Vorsprung auf die zweite Mannschaft von Arminia Bielefeld Meister. Damit schafften die Wiedenbrücker den Durchmarsch in die Regionalliga. Stürmer Dominik Jansen wurde mit 23 Treffern Torschützenkönig der Liga. Während der Saison verhandelte der Vorstand des SC Wiedenbrück mit dem des FC Gütersloh 2000 über eine Fusion der beiden Vereine. Hintergrund waren die möglichen Auflagen des DFB für das Stadion im Falle eines Regionalligaaufstiegs. Als Spielort war das Gütersloher Heidewaldstadion im Gespräch. Die Fusionsgespräche wurden jedoch von Wiedenbrücker Seite abgebrochen. Beide Vereine wollten schuldenfrei in die Fusion gehen, was von Gütersloher Seite nicht sichergestellt werden konnte.

### In der Regionalliga (2010 bis 2019)
| Saison  | Liga              | Level | Platz | Tore  | Punkte |
| ------- | ----------------- | ----- | ----- | ----- | ------ |
| 2010/11 | Regionalliga West | IV    | 10.   | 50:55 | 46     |
| 2011/12 | Regionalliga West | IV    | 15.   | 44:52 | 40     |
| 2012/13 | Regionalliga West | IV    | 09.   | 56:56 | 51     |
| 2013/14 | Regionalliga West | IV    | 16.   | 46:76 | 30     |
| 2014/15 | Regionalliga West | IV    | 12.   | 39:54 | 40     |
| 2015/16 | Regionalliga West | IV    | 11.   | 50:45 | 50     |
| 2016/17 | Regionalliga West | IV    | 14.   | 43:52 | 39     |
| 2017/18 | Regionalliga West | IV    | 07.   | 55:48 | 52     |
| 2018/19 | Regionalliga West | IV    | 18.   | 42:54 | 38     |

Durch einen 2:1-Halbfinalsieg bei SuS Langscheid/Enkhausen erreichten die Wiedenbrücker 2011 erstmals das Endspiel des Westfalenpokals und qualifizierten sich dadurch für die erste Hauptrunde des DFB-Pokals. Am 17. Juli 2011 besiegten sie im Finale den NRW-Ligisten Rot Weiss Ahlen mit 3:1 und gewannen damit den Westfalenpokal. Mit einem zehnten Platz sicherte die Mannschaft den Klassenerhalt. Robert Mainka wurde mit 18 Toren Torschützenkönig. In der ersten Runde des DFB-Pokals 2011/12 schieden die Wiedenbrücker mit 0:3 gegen den 1. FC Köln aus. Das Spiel fand im Gütersloher Heidewaldstadion statt. Während der Regionalligasaison 2012/13 fanden sich die Wiedenbrücker zunächst im Tabellenkeller wieder. Im November 2012 wurde Trainer Markus Reiter entlassen und durch Theo Schneider ersetzt. Schneider führte die Mannschaft auf Platz 9 und ins Endspiel des Westfalenpokals, das gegen Arminia Bielefeld mit 1:3 verloren wurde.
Dennoch qualifizierten sich die Wiedenbrücker für den DFB-Pokal 2013/14, in dem sie sich in der ersten Runde gegen den Bundesligaabsteiger Fortuna Düsseldorf mit 1:0 durchsetzen konnten. Marwin Studtrucker erzielte vor 4.500 Zuschauern im Gütersloher Heidewaldstadion den Siegtreffer in der Nachspielzeit durch einen Foulelfmeter. In der zweiten Runde folgte das Aus nach einem 1:3 gegen den SV Sandhausen. Sebastian Sumelka hatte die Wiedenbrücker zunächst in Führung gebracht. Während die Wiedenbrücker im Pokal aufhorchen ließen, war die Mannschaft, auch bedingt durch viele Verletzungen, in der Meisterschaft weniger erfolgreich. Abgesehen vom ersten Spieltag befand sich die Mannschaft permanent auf einem Abstiegsplatz. Am 8. April 2014 wurde Trainer Schneider beurlaubt. Dominik Jansen übernahm als Spielertrainer die Verantwortung für die restlichen sieben Spiele, in denen die Wiedenbrücker ungeschlagen blieben. Mit einem 2:1-Sieg beim direkten Konkurrenten SV Lippstadt 08 sicherte sich der SC Wiedenbrück doch noch den Klassenerhalt. Dabei profitierte die Mannschaft vom Rückzug der zweiten Mannschaft von Bayer 04 Leverkusen sowie vom Abstieg von Arminia Bielefeld aus der 2. Bundesliga, wodurch Arminias zweite Mannschaft trotz sportlicher Qualifikation nicht in die Regionalliga aufsteigen durfte.
Alfons Beckstedde übernahm im Sommer 2015 den Trainerposten. Unter seiner Leitung zeigt sich insbesondere die Abwehr in der ersten Saisonhälfte stark verbessert, so dass die Wiedenbrücker auf Platz fünf überwinterten. Verletzungspech ließ die Mannschaft auf Rang zwölf abrutschen. In der Saison 2016/17 reichte es nur zu Platz 14. Am Saisonende verließ Trainer Beckstedde den Verein. Unter seinem Nachfolger Björn Mehnert spielten die Wiedenbrücker in der Saison 2017/18 lange im oberen Tabellendrittel mit. Zwei Niederlagen am Saisonende gegen den SC Verl und dem Meister KFC Uerdingen 05 ließen die Wiedenbrücker noch auf Platz sieben abrutschen. Die Abgänge einiger Leistungsträger sowie Verletzungspech führten in der Saison 2018/19 zum Abstieg aus der Regionalliga. Das Endspiel um den Westfalenpokal 2019 wurde gegen den SV Rödinghausen mit 1:2 verloren.

### Gegenwart (seit 2019)
| Saison                                        | Liga               | Level | Platz | Tore          | Punkte        |
| --------------------------------------------- | ------------------ | ----- | ----- | ------------- | ------------- |
| 2019/20                                       | Oberliga Westfalen | V     | 01.   | abgebrochen C | abgebrochen C |
| 2020/21                                       | Regionalliga West  | IV    | 10.   | 55:50         | 56            |
| 2021/22                                       | Regionalliga West  | IV    | 08.   | 48:37         | 55            |
| 2022/23                                       | Regionalliga West  | IV    | 12.   | 50:47         | 41            |
| 2023/24                                       | Regionalliga West  | IV    | 10.   | 45:48         | 48            |
| 2024/25                                       | Regionalliga West  | IV    | 12.   | 38:53         | 33            |
| C = Saisonabbruch wegen der COVID-19-Pandemie |                    |       |       |               |               |

Auch wenn der Verein als Tabellenführer in die Winterpause der Oberliga-Saison 2019/20 ging trennte sich der Verein am 6. Januar 2020 von Trainer Björn Mehnert. Grund hierfür waren „unumkehrbare, negative Tendenzen in der Mannschaft“. Die Nachfolge übernahm der bisherige Spieler Daniel Brinkmann. Trotz Tabellenführung verzichtete der Verein zunächst auf einen möglichen Wiederaufstieg in die Regionalliga. Als Gründe wurden „nachlassende Zuschauerzahlen, die bescheidene Stimmung im Stadion sowie die ausbleibende Unterstützung aus Bürgerschaft und Wirtschaft“ genannt. Zehn Tage später wurde die Ankündigung widerrufen, nachdem sich „namhafte Personen“ bereiterklärt hätten, in den Vorstand des Vereins einzutreten und Verantwortung zu übernehmen.
Die Saison wurde wegen der COVID-19-Pandemie abgebrochen. Als Tabellenführer einer Quotiententabelle gelang der direkte Wiederaufstieg in die Regionalliga. Darüber hinaus qualifizierten sich die Wiedenbrücker nach einem 4:0-Sieg im Entscheidungsspiel gegen den SV Rödinghausen für den DFB-Pokal 2020/21, wo die Wiedenbrücker in Runde eins dem SC Paderborn 07 mit 0:5 unterlagen. Erneut wurde im Gütersloher Heidewaldstadion gespielt. Zurück in der Regionalliga konnte sich die Mannschaft etablieren und erreichte in der Saison 2021/22 den achten Platz. Im Dezember 2023 wurde bekannt, dass sich die 3C-Gruppe, die den Verein lange als Großsponsor unterstützt hatte, nach der Saison 2024/25 aus dem Verein zurückziehen wird. Die Zuwendungen machten ein Drittel des Etats aus, so dass über einen freiwilligen Rückzug des Vereins spekuliert wurde, zumal die Mannschaft auf einem Abstiegsplatz stand. Es gelang jedoch den finanziellen Verlust auszugleichen, während sich die Wiedenbrücker dank einer starken Rückrunde die Saison 2023/24 als Zehnte beendeten.
Die Lizenz für die Regionalliga-Saison 2024/25 wurde demnach fristgerecht beantragt und ohne Auflagen erteilt. Dennoch verließ Trainer Daniel Brinkmann am Saisonende den Verein und wurde durch Thomas Stratos ersetzt. Dieser holte aus den ersten zehn Spielen lediglich fünf Punkte und musste nach dem 1:3 beim FC Gütersloh wieder gehen. Nachdem interimsmäßig zunächst auf eine Interne Lösung für das Trainerteam, bestehend aus Oliver Zech, Tobias Brockschnieder und Mariusz Rogowski zurückgegriffen wurde, konnte im Januar 2025 Sascha Mölders als neuer Cheftrainer präsentiert werden.

## Erfolge
| - Aufstieg in die Regionalliga West: 2010, 2020 - Meister der Oberliga Westfalen: 2020 - Meister der NRW-Liga: 2010 - Meister der Westfalenliga, Gruppe 1: 2009 - Meister der Landesliga Westfalen, Gruppe 1: 2006 | - Teilnahme am DFB-Pokal: 2011/12, 2013/14, 2020/21 - Westfalenpokalsieger: 2011 - Westfalenpokalfinalist: 2013, 2019 - Kreispokalsieger: 2010 |

## Persönlichkeiten

### Kader der Saison 2025/26
| 01 | Marcel Hölscher | Deutschland Portugal |
| 21 | Lukas Kasparek  | Deutschland          |
| 32 | Adel Sino       | Deutschland          |

| 3  | Tom Wulf           | Deutschland |
| 04 | Joel Udelhoven     | Deutschland |
| 05 | Tim Geller         | Deutschland |
| 16 | Luca Mackowiak     | Deutschland |
| 18 | Timo Kondziella    | Deutschland |
| 19 | Christian Stabenau | Deutschland |
| 26 | Nikola Aracic      | Deutschland |
| 30 | Joschka Kroll      | Deutschland |
| 33 | Daniel Sanchez     | Deutschland |

| 06 | Timo Spennesberger  | Deutschland        |
| 8  | Vigo Wernet         | Deutschland        |
| 10 | Saban Kaptan        | Deutschland        |
| 14 | Mats Brune          | Deutschland        |
| 22 | Benjamin Friesen    | Deutschland        |
| 23 | Matvey Obolkin      | Deutschland        |
| 25 | Iskender Aslan      | Deutschland Turkei |
| 31 | Fabio Riedl         | Deutschland        |
|    | Konstantin Gerhardt | Deutschland        |

| 07 | Marlon Lakämper       | Deutschland          |
| 09 | Sebastian Mai         | Deutschland          |
| 11 | Dimitrios Touratzidis | Griechenland         |
| 24 | Finn Cramer           | Deutschland          |
| 27 | Davud Tuma            | Deutschland Armenien |

### Transfers der Saison 2025/26
| Zugänge | Abgänge |
| Sommerpause 2025 | Sommerpause 2025 |
| --- | --- |
| - Nikola Aracic (1. FC Lokomotive Leipzig) - Finn Cramer (VfL Osnabrück) - Konstantin Gerhardt (SC Verl; Leihe) - Lukas Kasparek (SV Westfalia Soest) - Timo Kondziella (1. FC Düren) - Marlon Lakämper (SC Paderborn 07 II) - Luca Mackowiak (eigene U21) - Matvey Obolkin (Viktoria Aschaffenburg) - Fabio Riedl (VFC Plauen) - Daniel Sanchez (FC Rot-Weiß Koblenz) - Dimitrios Touratzidis (FC Gütersloh) - Vigo Wernet (eigene U17) - Tom Wulf (SC Paderborn 07 II) | - Imran Ali (1. FC Phönix Lübeck) - Fabian Brosowski (SV Lippstadt 08) - Nick Flock (TSV Victoria Clarholz) - Luca Kerkemeyer (Sportfreunde Lotte) - Jan-Lukas Liehr (FC Gütersloh) - Christoph Linnemann (FSC Rheda) - Albin Nishori (SV Eichede) - Niklas Szeleschus (SV Rödinghausen) - Luis Weber (VfL Theesen) |

### Trainerteam
| Name           | Funktion       |
| -------------- | -------------- |
| Sascha Mölders | Cheftrainer    |
| Dominik Sammer | Co-Trainer     |
| Björn Korte    | Torwarttrainer |

### Ehemalige Spieler
- Aias Aosman
- Ismail Badjie
- Phil Beckhoff
- Lars Bleker
- Markus Bollmann
- Diego Bortolozzo
- Daniel Brinkmann
- Muhammed Bulut
- Marvin Büyüksakarya
- Vladislav Cherny
- Jure Čolak
- David Czyszczon
- Semih Dağlar
- Marcel Deelen
- Lukas Demming
- Aday Ercan
- Stanislav Fehler
- Dirk Flock
- Tammo Harder
- Ben Hüning
- Aljoscha Hyde
- Dominik Jansen
- Sandro Jurado García
- Amer Kadrić
- Nils Kaiser
- Macoumba Kandji
- Christ Kasela Mbona
- Kevin Kerr
- Necirwan Khalil Mohammad
- Michél Kniat
- Aleksandar Kotuljac
- Sven Krause
- Sebastian Lange
- Stefan Langemann
- Gökan Lekesiz
- Viktor Maier
- Babacar M’Bengue
- Pierre Merkel
- Zlatko Muhović
- Maximilian Oesterhelweg
- Volkan Okumak
- Wojciech Pollok
- Bjarne Pudel
- Manfredas Ruzgis
- Frank Scharpenberg
- Aykut Soyak
- Marwin Studtrucker
- Sebastian Sumelka
- Timmy Thiele
- John Thöle
- Paul Thomik
- Olcay Turhan
- Thilo Versick
- André Wallenborn
- Massih Wassey
- Michael Wiemann
- Aygün Yıldırım

### Trainerhistorie
Eine chronologische Übersicht über alle Trainer des Vereins seit 2000. Interimstrainer sind blau hinterlegt.
| Amtszeit                     | Trainer          |
| ---------------------------- | ---------------- |
| Juli 2000 bis Januar 2004    | Oswald Semlits   |
| Januar 2004 bis April 2005   | Steffen Enge     |
| April 2005 bis Juni 2005     | Philipp Nahrmann |
| Juli 2005 bis Oktober 2007   | Jürgen Gessat    |
| Oktober 2007 bis Juni 2008   | Dieter Brei      |
| Juli 2008 bis Juni 2012      | Thomas Stratos   |
| Juli 2012 bis November 2012  | Markus Reiter    |
| November 2012 bis April 2014 | Theo Schneider   |

| Amtszeit                       | Trainer           |
| ------------------------------ | ----------------- |
| April 2014 bis Juni 2014       | Dominik Jansen    |
| Juli 2014 bis Juni 2017        | Alfons Beckstedde |
| Juli 2017 bis Januar 2020      | Björn Mehnert     |
| Januar 2020 bis Juni 2024      | Daniel Brinkmann  |
| Juli bis Oktober 2024          | Thomas Stratos    |
| Oktober 2024 bis Dezember 2024 | Oliver Zech       |
| seit Januar 2025               | Sascha Mölders    |

## Umfeld

Vereinswappen bis 2015

### Weitere Mannschaften
Neben der Regionalligamannschaft stellt der SC Wiedenbrück zwei weitere Männermannschaften. Die zweite Mannschaft spielt seit dem Aufstieg im Jahr 2003 in der Bezirksliga. Seit 2016 verfügen die Wiedenbrücker wieder über eine in der Kreisliga C spielende dritte Mannschaft. Dazu kommen insgesamt 26 Nachwuchsmannschaften, davon zwei Mädchenmannschaften. In der Saison 2024/25 tritt die A- in der zweitklassigen Westfalenliga, die B-Jugend in der drittklassigen Landesliga und die C-Jugend in der zweitklassigen Westfalenliga an.
Den größten Erfolg im Nachwuchsbereich errang die C-Jugend im Jahr 2015, als sie nach einem 3:1-Sieg nach Verlängerung gegen den VfB Waltrop in die erstklassige Regionalliga West aufstieg. Dort waren die Wiedenbrücker jedoch chancenlos und mussten frühzeitig den direkten Wiederabstieg hinnehmen. 2014 gewann die C-Jugend den Futsal-Cup des Westdeutschen Fußball- und Leichtathletikverbandes durch einen 2:1-Endspielsieg über Borussia Dortmund. Damit qualifizierte sich die Mannschaft für den DFB-Futsal-Cup der C-Junioren, bei dem sie aber nur den letzten Platz belegte. Die Jugendabteilung des SC Wiedenbrück brachte mit Max Lippert einen späteren Profi hervor.

### Frauenfußball

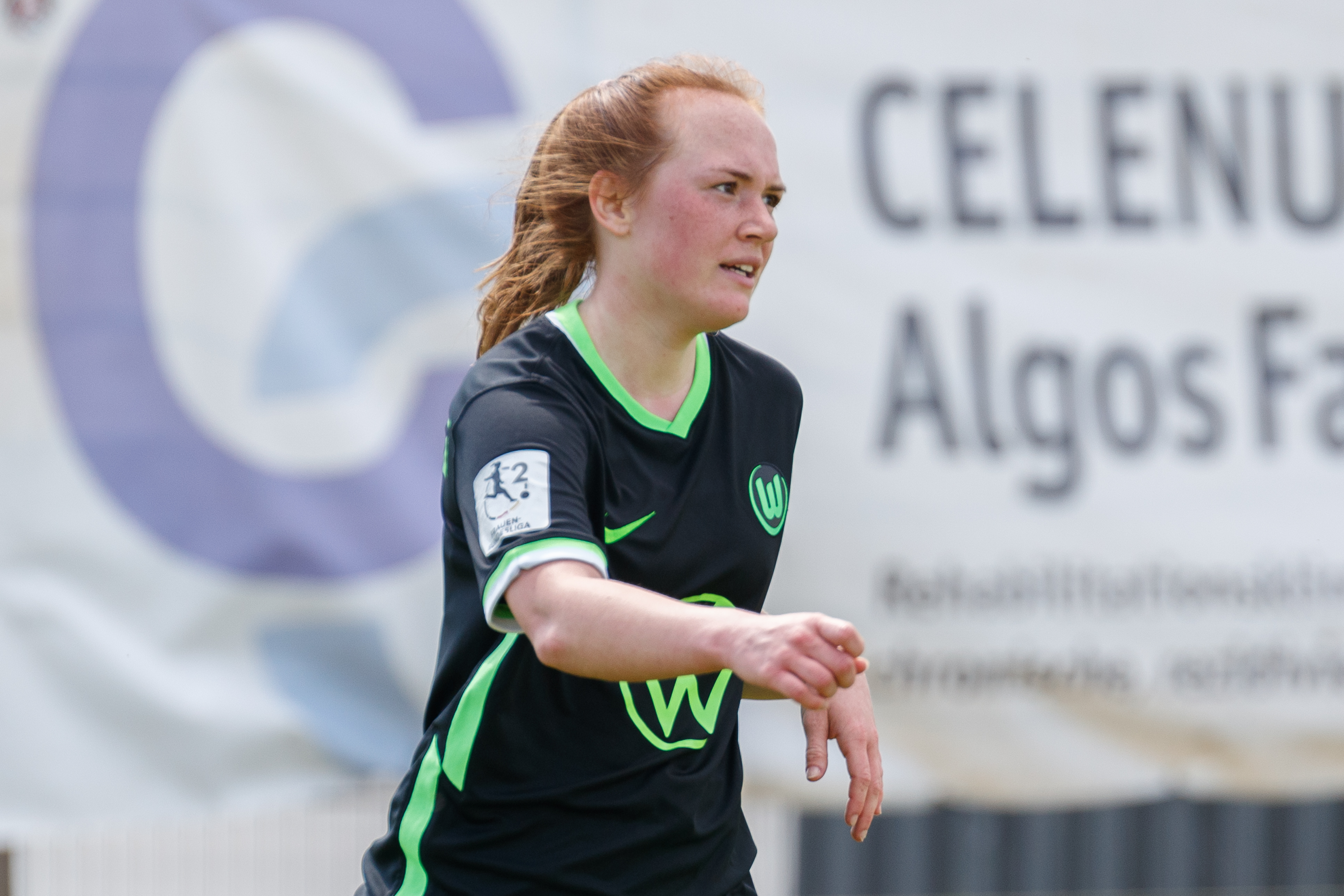
Lisanne Gräwe

Die Frauenmannschaft stieg im Jahre 2004 in die viertklassige Verbandsliga Westfalen auf und wurde dort zwei Jahre später Vizemeister  hinter der zweiten Mannschaft des FC Gütersloh 2000. Die Mannschaft konnte dieses Niveau jedoch nicht halten und musste bereits im Jahre 2008 wieder in die Landesliga absteigen. Nach vielen Jahren im Mittelfeld der Landesliga gelang dann im Jahre 2018 der Wiederaufstieg in die Westfalenliga. Dort kämpften die Wiedenbrückerinnen stets gegen den Abstieg, bevor die Mannschaft im Jahre 2021 in die Landesliga zurückgezogen wurde. Es war der erste von drei Abstiegen in Folge, die die Mannschaft im Jahre 2023 in die Kreisliga führte. Zwei Jahre später gelang der Aufstieg in die Bezirksliga.
In den Jahren 2018 und 2019 gewannen die Wiedenbrückerinnen den Kreispokal. Von 2015 bis 2022 gab es eine zweite Frauenmannschaft, die in der Kreisliga antrat. Lisanne Gräwe wurde im Jahre 2019 mit der U-17-Nationalmannschaft Europameisterin. Sie spielte später für den VfL Wolfsburg, Bayer 04 Leverkusen und Eintracht Frankfurt in der Bundesliga und debütierte im Jahre 2024 in der deutschen Nationalmannschaft. Vorgängerclub DJK Wiedenbrück brachte mit Ursula Gerresheim (geb. Gertheinrich) eine spätere Bundesligaspielerin hervor.

### Spielstätten

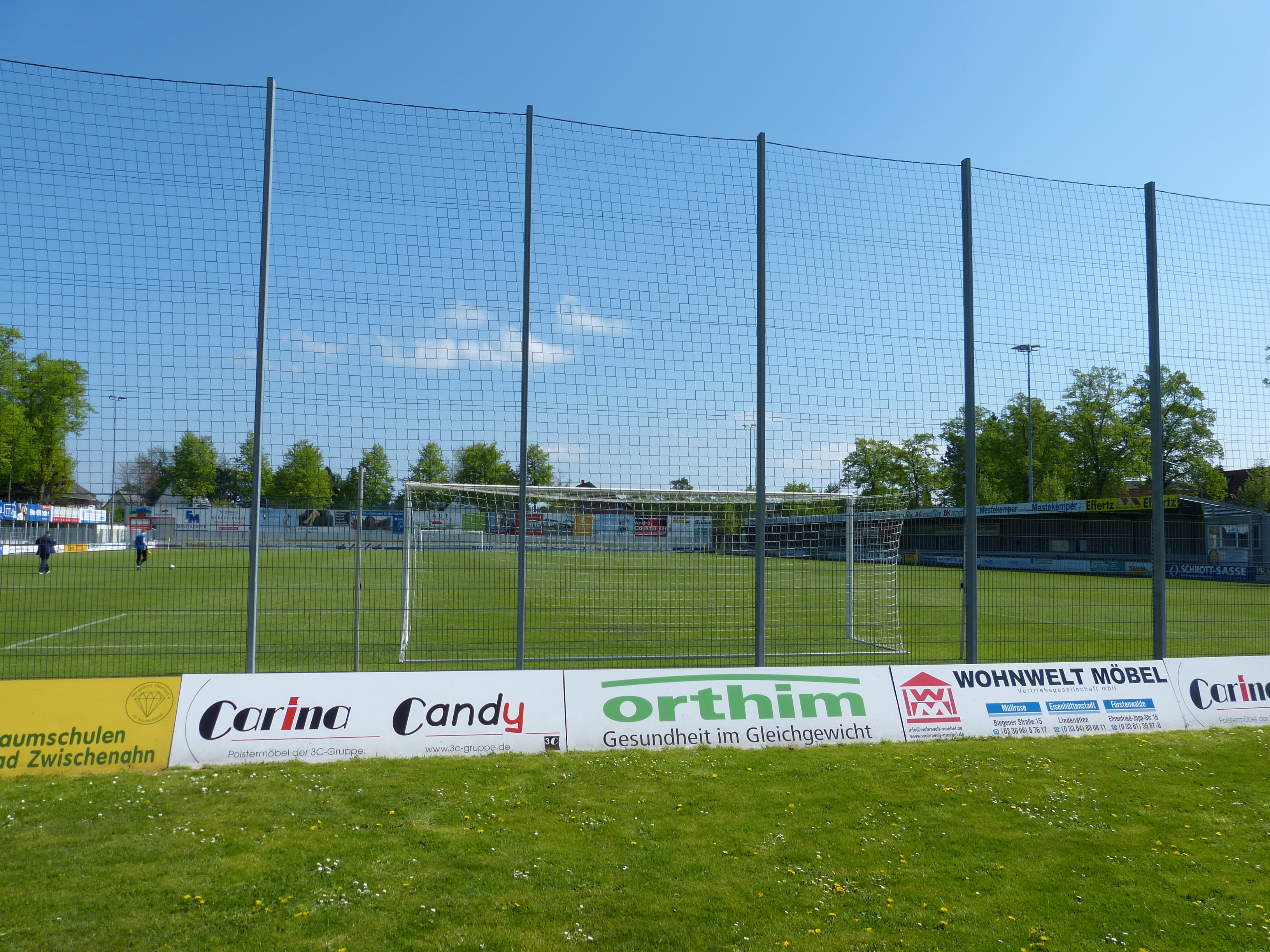
Das Jahnstadion

Der SC Wiedenbrück trägt seine Heimspiele der ersten Männer- und der Frauenmannschaft im städtischen Jahnstadion aus. Das Stadion wurde 1950 eröffnet und zwischen 2003 und 2006 mit einer Sitzplatz- und Stehplatztribüne erweitert. Zudem wurde 2022 die Stehtribüne mit einem Dach versehen. Das Fassungsvermögen liegt bei 2.550 Plätzen. Außerdem verfügt der Verein an der Reitbahn neben dem Jahnstadion noch über einen Kunstrasenplatz. Die Jugendabteilung nutzt überwiegend das Sportzentrum Burg, wo ein Rasenplatz und zwei Kunstrasenplätze zur Verfügung stehen.

### Rivalitäten
Die Anhänger des SC Wiedenbrück pflegen eine Rivalität mit dem SC Verl. Dabei geht es um die sportliche Vorherrschaft im Kreis Gütersloh. Verls Trainer Andreas Golombek verglich die Rivalität 2014 in einem Interview mit einer Miniausgabe des Revierderbys zwischen Borussia Dortmund und dem FC Schalke 04. Die Spiele gegen den anderen ostwestfälischen Regionalligisten SV Rödinghausen werden von Wiedenbrücker Seite als „kleines Ostwestfalenderby“ bezeichnet.

## Weitere Abteilungen

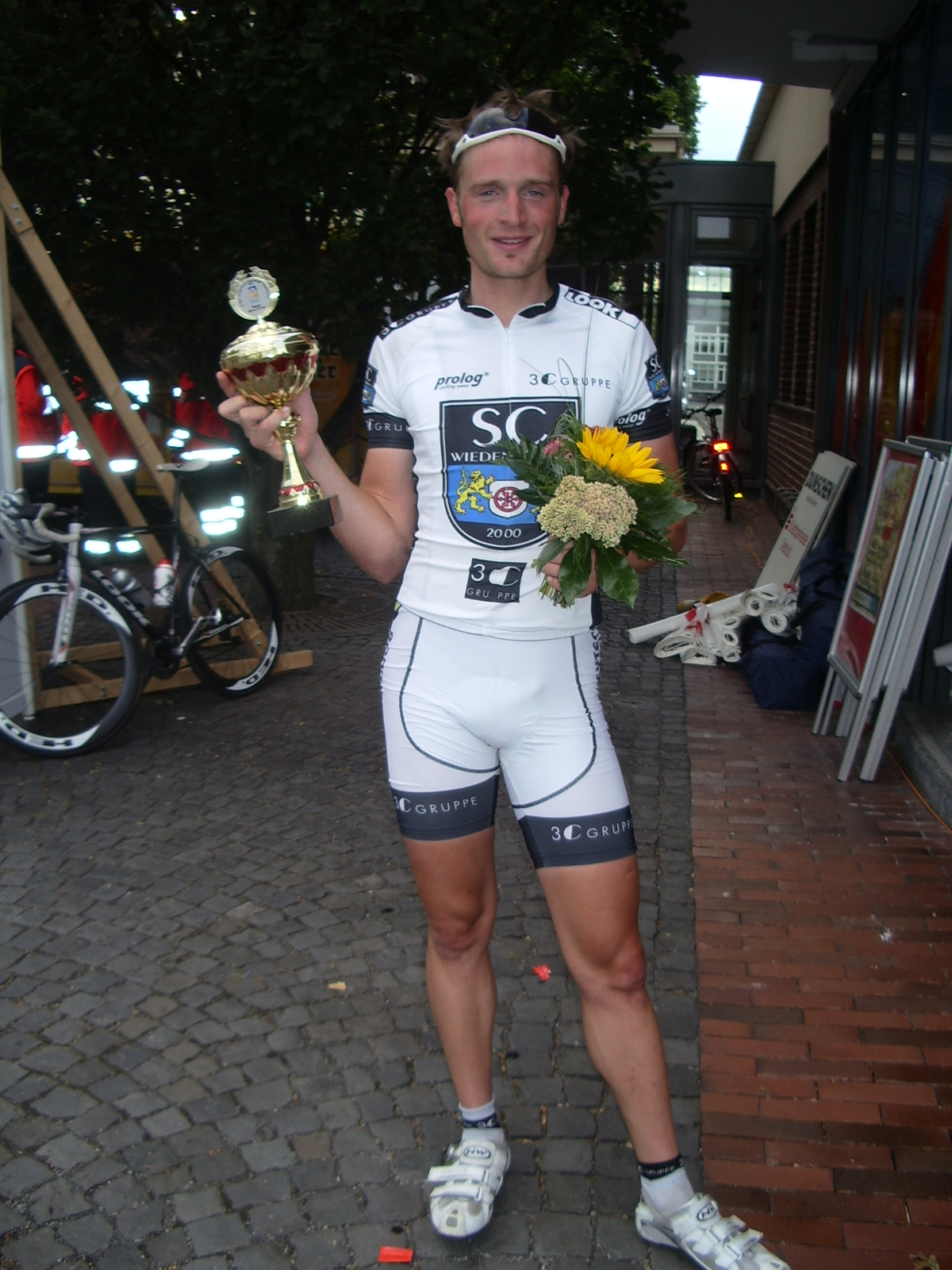
Radsportler Hendrik Werner (2009)

### Tischtennis
Die Tischtennisspieler des Stammvereins Westfalia Wiedenbrück erlebten in den 1950er Jahren ihre erfolgreichste Zeit. Die Abteilung wurde Ende der 1940er Jahre gegründet. 1952 stieg die Mannschaft in die Oberliga West auf und spielte insgesamt vier Jahre erstklassig. In den 1980er Jahren erreichte die Mannschaft noch einmal die Verbandsliga. Derzeit spielt die erste Tischtennismannschaft des SC Wiedenbrück in der Bezirksliga.

### Radsport
Zwischen 2009 und 2013 gehörte das Radsportteam SCW2000 unter der Leitung von Holger Sievers dem Verein an; es trat die Nachfolge des Continental Teams 3C Gruppe an. Für das Team traten Fahrer wie Björn Papstein oder Felix Schäfermeier an. Die Abteilung wurde 2013 aufgelöst, da es dem Verein nicht gelungen war, genügend heimische Nachwuchssportler für den Radsport zu begeistern.